# Botryobasidiaceae
Botryobasidiaceae is een familie van schimmels behorend tot de orde Cantharellales. Het typegeslacht is Botryobasidium.
De naam Botryobasidioideae werd geïntroduceerd als een onderfamilie van de familie Corticiaceae in 1958 door de Zweedse mycoloog John Eriksson en werd in 1968 volledig beschreven door de Estse mycoloog Erast Parmasto.

## Geslachten
De familie bestaat uit de volgende drie genera:
- Botryobasidium
- Haplotrichum
- Suillosporium